# Величайший шоумен
«Велича́йший шоуме́н» (англ. The Greatest Showman) — американский биографический драматический мюзикл режиссёра Майкла Грейси (ставший его дебютной картиной) о жизни американского антрепренёра Финеаса Тейлора Барнума, организовавшего один из популярнейших бродячих цирков XIX века. Сценарий написан Дженни Бикс и Биллом Кондоном. Главные роли исполнили Хью Джекман, Зак Эфрон, Мишель Уильямс, Ребекка Фергюсон и Зендея.
Премьера фильма в США состоялась 8 ноября 2017 года на борту лайнера Queen Mary 2, в кинотеатрах — 25 декабря 2017 года. Для проката в России, состоявшегося 4 января 2018 года, было решено не локализовывать песни из фильма на русский язык, в результате чего они сопровождались субтитрами.
«Величайший шоумен» был смешанно принят критиками, однако стал коммерчески успешным, собрав 435 млн долларов по всему миру и заняв пятое место среди самых кассовых мюзиклов всех времён. Фильм получил премию «Золотой глобус» за лучшую песню («This Is Me»), а также был выдвинут в категориях «Лучший фильм — комедия или мюзикл» и «Лучшая мужская роль — комедия или мюзикл» (Хью Джекман). Номинант премию на «Оскар» за лучшую песню («This Is Me»).

## Сюжет
Финеас Тейлор Барнум и его отец, портной, работают на семью Халлетт. Юный Барнум смешит Черити Халлетт, за что получает пощечину от отца Черити, мистера Халлетта, и за что Черити впоследствии была наказана. Они снова встречаются, и Черити говорит Барнуму, что её отправляют в школу; Барнум успокаивает её, говоря, что их не разлучат. Они поддерживают связь через письма. Возмужав, Барнум приезжает в поместье отца Черити и забирает её, они женятся и живут в Нью-Йорке, воспитывая двух дочерей. Они живут скромной жизнью и, хотя Черити счастлива, Барнум мечтает о большем.
Барнума увольняют с работы в судоходной компании после того, как та обанкротилась. 
Он берет крупный кредит в банке, предоставив утонувшие корабли своего бывшего работодателя в качестве залога, и использует этот кредит, чтобы купить американский музей в центре Манхэттена — аттракцион, демонстрирующий различные восковые модели. Первоначально предприятие развивается медленно и по предложению своих дочерей продемонстрировать что-то «живое», он ищет «уродцев», которые служат исполнителями для его музея («ожившие»). Это привлекает большую аудиторию, несмотря на протесты и плохие отзывы (один из которых побуждает Барнума переименовать свое предприятие из музея в цирк). В поисках путей дальнейшего развития своей репутации среди высшего класса, он встречает драматурга Филлипа Карлайла и убеждает его присоединиться к его начинанию. Карлайл вскоре влюбляется в цирковую артистку - Энн Уилер, мастера трапеции.
Карлайл устраивает Барнуму и его труппе встречу с королевой Викторией; на этом визите Барнум встречает Дженни Линд, знаменитую шведскую певицу, которую он убеждает выступить в Америке, сам выступая в качестве её менеджера. На выступлении Линд Карлайл расстраивает Уилер, не решившись открыто проявить свою привязанность к ней, но выступление является успешным. В то время как Барнум пользуется благосклонностью аристократических покровителей, он все еще скрывает свой оригинальный цирк от общения с ними. Удрученная труппа тем не менее, решает публично выступить против своих местных преследователей. Филлип организует для Энн посещение театра вместе с ним, но после того, как его родители оскорбляют её, назвав прислугой, Энн уходит. Карлайл преследует её, пытаясь убедить её, что они могут быть вместе, но она с грустью отвергает его.
Поскольку Барнум принимает Линд в туре по США, Черити чувствует себя изолированной от своего мужа, поскольку она остается дома и заботится о своих детях.
Во время тура Линд влюбляется в Барнума и полагает, что он чувствует то же самое; когда он даёт ей понять, что это не так, она отменяет тур, и во время её слезливого выступления она делает мстительный прощальный поцелуй, сфотографированный "Вестником". Барнум возвращается домой и с ужасом находит свой цирк в огне из-за драки между протестующими и труппой. В хаосе Карлайл, посчитав, что Энн всё ещё в горящем здании, бежит внутрь, чтобы спасти её. Когда Уилер появляется невредимой самостоятельно, Барнум направляется в горящее здание, чтобы спасти Карлайла. После пожара большая часть декораций и реквизита была уничтожена, а Карлайл получил серьезные ранения и надышался гари. Слухи об измене Барнума с Линд также доходят до Нью-Йорка, в результате чего его особняк был лишен права выкупа, а Черити забирает дочерей обратно в дом своих родителей.
В депрессии Барнум начинает пить. Его труппа находит его в пабе, уговаривая его восстановить цирк; он решает оставаться на земле, а не увлекаться репутацией и богатством в будущем. Между тем, раненый Карлайл просыпается в больнице, где его встречает Энн, решившая больше не противиться чувствам. Барнум навещает свою жену и они восстанавливают свои отношения.
После того, как Барнум затрудняется найти банк, готовый предоставить деньги на восстановление цирка, Карлайл вмешивается: сэкономив свою прибыль от цирка, он предлагает свои доходы, чтобы восстановить его при условии, что он станет партнером, и Барнум с радостью соглашается. Поскольку восстановление цирка в его первоначальном местоположении было бы слишком дорогим, Барнум перестраивает его как шатровый цирк под открытым небом рядом с доками. Новый, восстановленный цирк становится успешным; Барнум передает бразды правления шоу Карлайлу, а сам уходит на задний план, чтобы сосредоточиться на своей семье.

## Музыка
В отличие от Барнума, моего героя в фильме «Величайший шоумен», мне никогда не приходилось выбирать между карьерой и семьей. Все решения я принимаю с точки зрения того, как это отразится на моем браке. Во время работы над «Отверженными» меня подолгу не было дома, хотя обычно я не уезжаю больше чем на две недели. Моя жена поддерживала меня, и я считаю, что это была большая жертва с ее стороны.
Альбом-саундтрек к фильму был выпущен 8 декабря 2017 года. Авторами всех песен являются Бендж Пасек и Джастин Пол.
1. "The Greatest Show" – Hugh Jackman, Keala Settle, Zac Efron, Zendaya
2. "A Million Dreams" – Ziv Zaifman, Jackman, Michelle Williams
3. "A Million Dreams" (Reprise) – Austyn Johnson, Cameron Seely, Jackman
4. "Come Alive" – Jackman, Settle, Daniel Everidge, Zendaya
5. "The Other Side" – Jackman & Efron
6. "Never Enough" – Loren Allred
7. "This Is Me" – Settle
8. "Rewrite the Stars" – Efron & Zendaya
9. "Tightrope" – Williams
10. "Never Enough" (Reprise) – Allred
11. "From Now On" – Jackman

16 декабря 2018 года был выпущен ремейк альбома под названием The Greatest Showman: Reimagined, в котором все песни из фильма перепеты известными музыкантами (в том числе Pentatonix, Panic! At the Disco и P!nk).
Песни из фильма исполнялись Хью Джекманом в его концертном туре The Man. The Music. The Show., включавшем также песни из Бродвейских мюзиклов и других музыкальных фильмов Голливуда.

## Маркетинг
Первый трейлер фильма вышел 28 июля 2017 года.

## Награды и номинации
| Премия                       | Категория                                        | Номинант                                 | Результат |
| ---------------------------- | ------------------------------------------------ | ---------------------------------------- | --------- |
| «Оскар»                      | Лучшая песня                                     | Бендж Пасек и Джастин Пол («This Is Me») | Номинация |
| «Золотой глобус»             | Лучший фильм — комедия или мюзикл                |                                          | Номинация |
| «Золотой глобус»             | Лучшая мужская роль — комедия или мюзикл         | Хью Джекман                              | Номинация |
| «Золотой глобус»             | Лучшая песня                                     | Бендж Пасек, Джастин Пол («This Is Me»)  | Победа    |
| «Выбор критиков»             | Лучшая песня                                     | Бендж Пасек, Джастин Пол («This Is Me»)  | Номинация |
| «Сатурн»                     | Лучший приключенческий фильм, боевик или триллер |                                          | Победа    |
| «Сатурн»                     | Лучшая музыка                                    | Джон Дебни, Джозеф Трапанезе             | Номинация |
| «Сатурн»                     | Лучшие костюмы                                   | Эллен Мирожник                           | Номинация |
| Премия Японской киноакадемии | Лучший зарубежный фильм                          |                                          | Номинация |
| «Грэмми»                     | Лучший саундтрек-компиляция для визуальных медиа |                                          | Победа    |
| «Грэмми»                     | Лучшая песня для визуальных медиа                | Бендж Пасек, Джастин Пол («This Is Me»)  | Номинация |
| «Молодой актёр»              | Лучшая молодая актриса второго плана             | Остин Джонсон                            | Победа    |
| «Молодой актёр»              | Лучшая молодая актриса второго плана             | Скайлар Данн                             | Номинация |

## Сиквел
В апреле 2019 года Хью Джекман рассказал, что работа над продолжением фильма уже начата.